# Hải chiến Guadalcanal
Trận hải chiến Guadalcanal hay theo như cách gọi của Nhật Bản là Dai Sanji Solomon Kaisen (第三次ソロモン海戦, だいさんじソロモンかいせん; Hải chiến Solomon lần thứ ba), diễn ra từ ngày 12 đến ngày 15 tháng 11 năm 1942, là một trong nhiều trận hải chiến giữa Nhật Bản và quân Đồng Minh (chủ yếu là Hoa Kỳ) trong chiến dịch Guadalcanal kéo dài nhiều tháng tại quần đảo Solomon trong cuộc chiến tranh thế giới thứ hai. Trận hải chiến bao gồm nhiều cuộc không kích và đấu pháo giữa các chiến hạm trong suốt bốn ngày, hầu hết ở gần Guadalcanal và đều liên quan đến nỗ lực của Nhật Bản đổ quân lên đảo. Trận đánh này có điểm nổi bật là hai đô đốc Hải quân Hoa Kỳ duy nhất tử trận trong suốt cuộc chiến tranh.
Lực lượng Đồng Minh, chủ yếu là quân Hoa Kỳ, đổ bộ lên Guadalcanal vào ngày 7 tháng 8 năm 1942 để đánh chiếm một sân bay, sau này được đặt tên là sân bay Henderson, mà quân đội Nhật Bản đang xây dựng. Nhiều nỗ lực tiếp theo của Lục quân và Hải quân Đế quốc Nhật Bản sử dụng lực lượng tăng cường bằng tàu lên Guadalcanal để giành lại sân bay đều bị thất bại. Vào đầu tháng 11 năm 1942, quân Nhật đã tập hợp một đoàn tàu vận tải chuyển 7.000 binh lính và quân nhu đến Guadalcanal, một lần nữa cố đánh chiếm lại sân bay. Nhiều tàu chiến Nhật Bản được giao nhiệm vụ bắn phá vào sân bay Henderson nhằm tiêu diệt máy bay Đồng Minh vốn là mối đe dọa cho đoàn tàu vận chuyển. Biết được lực lượng tăng cường của Nhật đang đến, Hoa Kỳ đã tung máy bay và tàu chiến ra nhằm bảo vệ sân bay và ngăn chặn Nhật Bản đổ quân.
Kết quả của trận này là cả hai bên đều bị mất rất nhiều tàu chiến trong hai trận đánh hết sức khốc liệt trong đêm tối. Dầu sao đi chăng nữa, quân Hoa Kỳ đã thành công trong việc đẩy lui được những nỗ lực của quân Nhật Bản trong việc dùng thiết giáp hạm bắn phá sân bay Henderson. Các cuộc không kích của máy bay Đồng Minh cũng đánh chìm được hầu hết tàu vận tải chở quân nhu và ngăn không cho đoàn tàu chở quân tiếp viện của quân Nhật Bản đến được Guadalcanal. Vì vậy, trận này đã đẩy lùi nỗ lực lớn cuối cùng của Nhật Bản trong việc cố gắng đánh bật lực lượng Đồng Minh ra khỏi Guadalcanal và khu vực gần Tulagi. Quân Hoa Kỳ đã giành được thắng lợi chiến lược cho toàn bộ chiến dịch Guadalcanal trong trận hải chiến này và xoay chuyển tình thế theo hướng có lợi cho mình.

## Bối cảnh

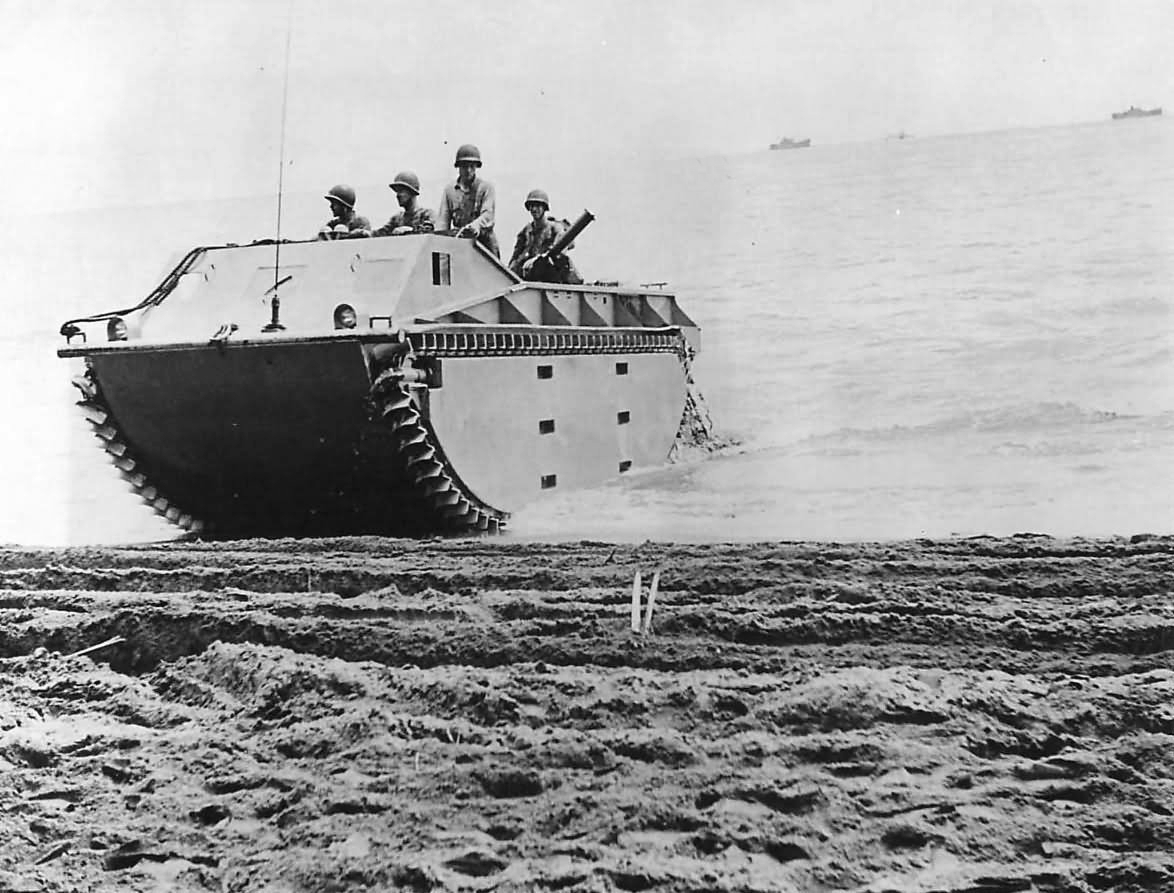
Lực lượng Đồng Minh đổ bộ lên Guadalcanal.

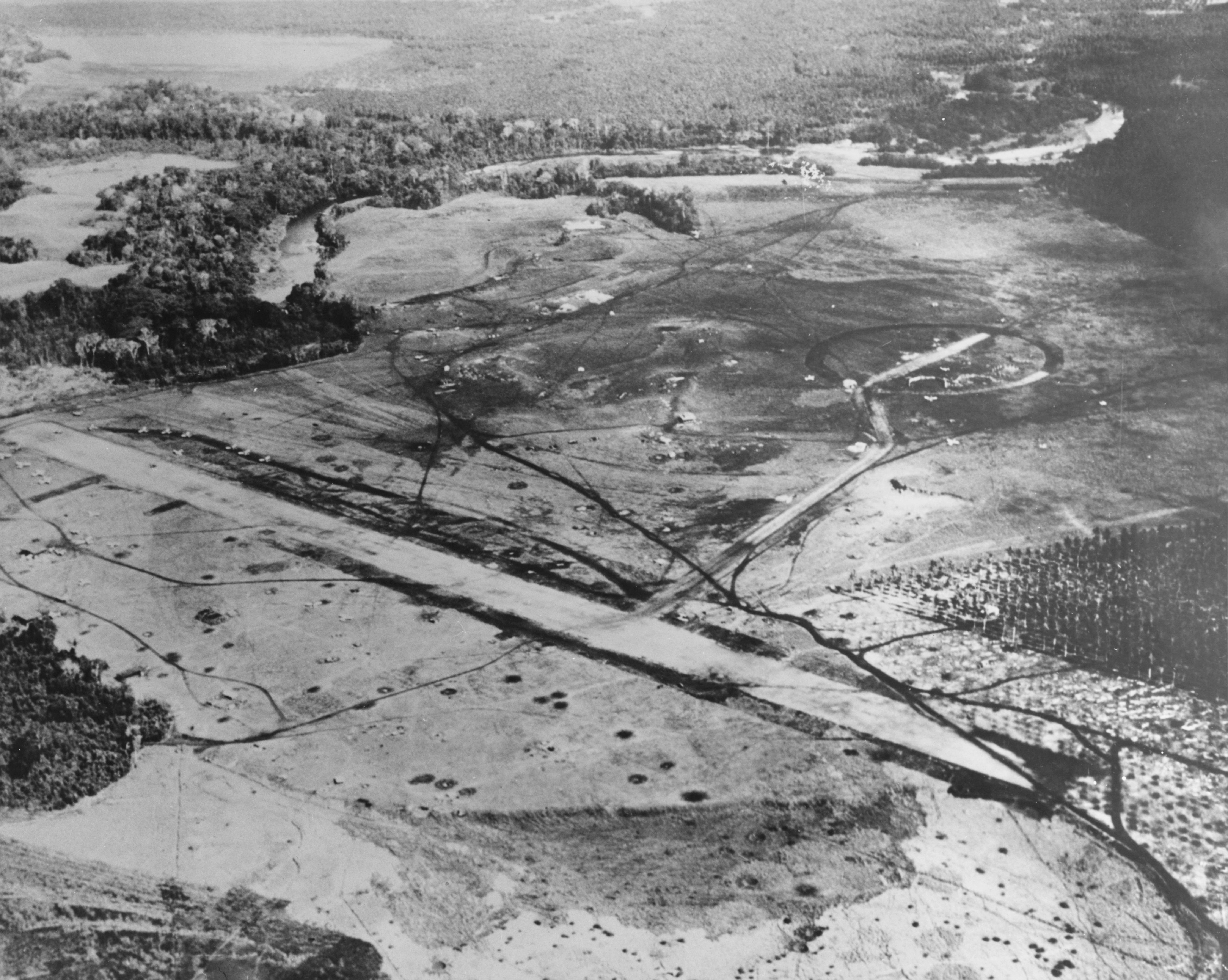
Sân bay Henderson ít lâu sau khi quân Nhật tấn công bị đẩy lui.

Chiến dịch Guadalcanal kéo dài 6 tháng, bắt đầu từ ngày 07 tháng 8 năm 1942, khi lực lượng Đồng Minh đổ bộ lên các đảo Guadalcanal, Tulagi và Florida trong quần đảo Solomon vốn là thuộc địa của Anh. Việc đổ bộ là nhằm ngăn chặn việc Nhật Bản sử dụng các đảo trên làm căn cứ đe dọa đến con đường vận chuyển giữa Hoa Kỳ và Úc; và sử dụng các đảo này làm điểm tựa để mở một chiến dịch đánh chiếm lại toàn bộ quần đảo Solomon cũng như để cô lập hay đánh chiếm căn cứ lớn Nhật Bản tại Rabaul, trong khi vẫn cung cấp hỗ trợ cho quân Đồng Minh trong chiến dịch New Guinea. Nhật Bản đã đánh chiếm Tulagi và bắt đầu xây dựng một căn cứ không quân trên đảo Guadalcanal vào tháng 6 năm 1942.
Vào lúc hoàng hôn ngày 08 tháng 8, 11.000 lính của lực lượng quân Đồng Minh đã kiểm soát được Tulagi, các đảo lân cận, và một sân bay đang được xây dựng của Nhật Bản tại Lunga Point sau này được gọi là Henderson. Lực lượng không quân được cử đến sân bay Henderson được gọi là "Không lực Xương Rồng" (Cactus Air Force) theo tên mã mà quân Đồng Minh đặt cho Guadalcanal. Để bảo vệ sân bay, lính thủy đánh bộ Hoa Kỳ đã thiết lập một vành đai phòng thủ quanh Lunga Point. Quân tiếp viện được chở đến hai tháng sau đó tăng số lính của Hoa Kỳ tại Lunga Point lên 20.000 người.
Để đối phó, Bộ Tổng chỉ huy của Nhật Bản đã giao nhiệm vụ cho Tập đoàn quân 17, một đơn vị cỡ quân đoàn đang đóng tại Rabaul dưới sự chỉ huy của trung tướng Hyakutake Harukichi, đánh chiếm lại Guadalcanal. Các đơn vị của Tập đoàn quân 17 bắt đầu di chuyển tới Guadalcanal vào ngày 19 tháng 8 để đánh bật lực lượng Đồng Minh ra khỏi đảo.
Bị đe dọa bởi máy bay CAF xuất phát từ sân bay Henderson Nhật Bản không thể sử dụng các tàu vận tải lớn và chậm để chuyển quân cùng quân nhu đến đảo. Thay vào đó họ sử dụng các tàu chiến đóng tại Rabaul và quần đảo Shortland. Các tàu chiến của Nhật Bản, chủ yếu là các tuần dương hạm hạng nhẹ và khu trục hạm từ Hạm đội 8 dưới sự chỉ huy của Phó Đô đốc Mikawa Gunichi, thường có thể thực hiện chuyến đi dọc theo "Cái khe" eo biển New Georgia đến Guadalcanal và quay trở về chỉ trong một đêm, thời điểm mà phi đội Đồng Minh không thể hoạt động. Việc chuyển quân theo cách này lại không thể mang nhiều lính cùng quân nhu cũng như hầu hết các khí tài quân sự hạng nặng, như pháo hạng nặng, phương tiện cơ giới hay một lượng lớn lương thực và đạn dược đến Guadalcanal. Quân Đồng Minh đã gọi các tàu chiến tốc độ cao xuất hiện tới lui đến Guadalcanal trong suốt chiến dịch là Đoàn tàu tốc hành Tokyo (Tokyo Express) còn Nhật Bản thì gọi chúng là "Đoàn tàu chở chuột" Nezumi Yusō (鼠輸送).

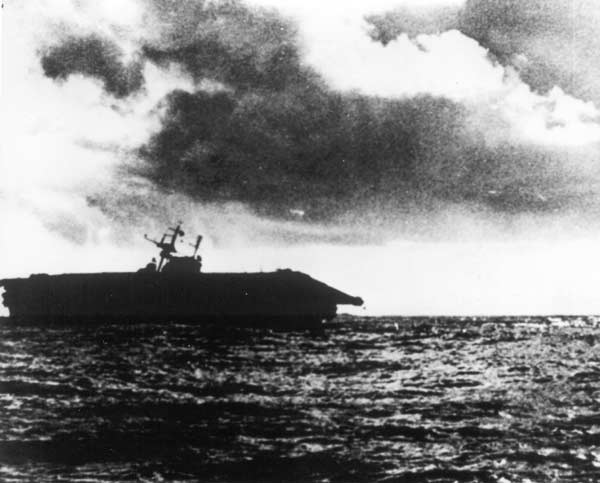
Chiếc tàu sân bay Hornet đang chìm trong trận chiến quần đảo Santa Cruz.

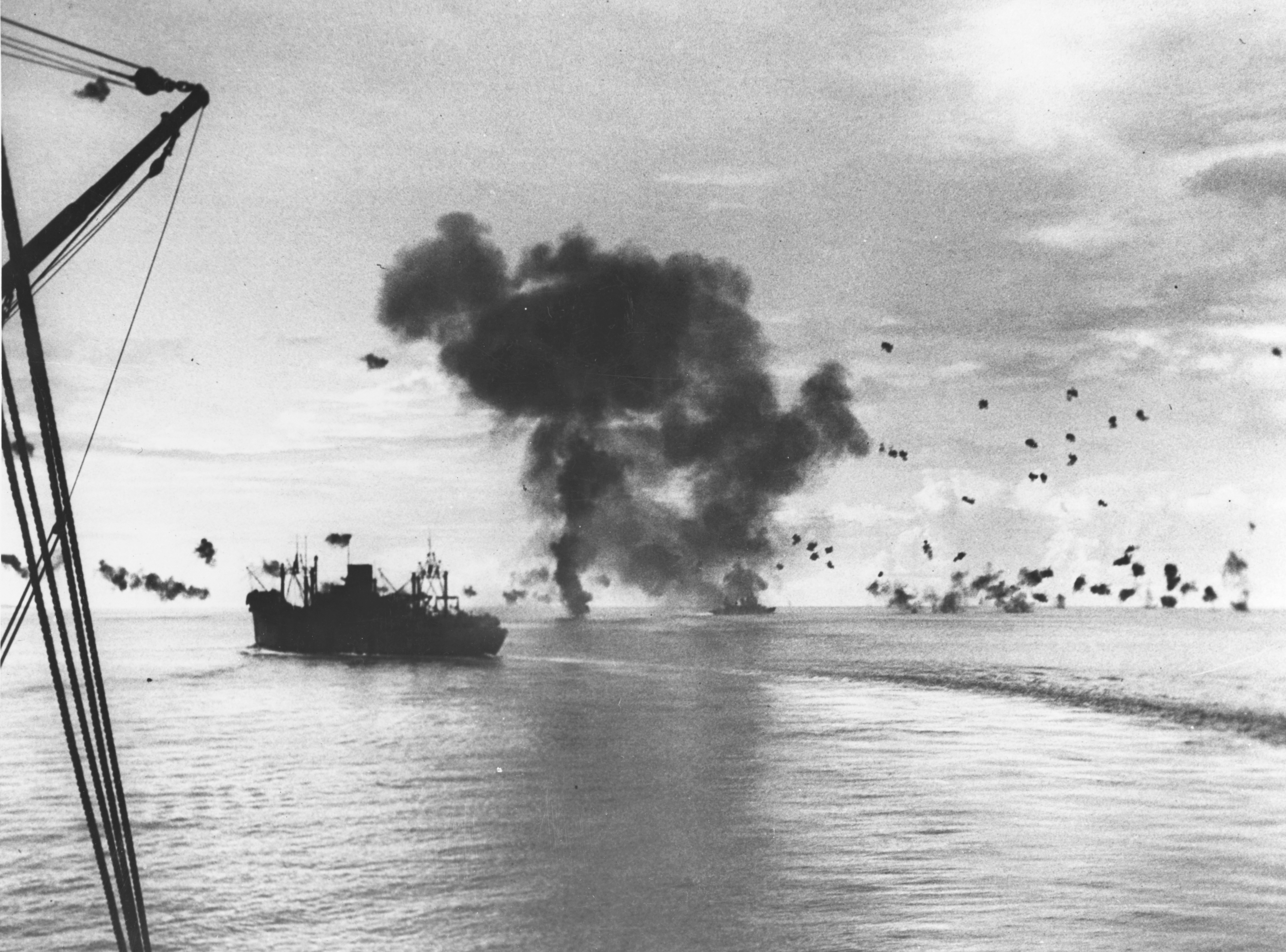
Phi đội Nhật tấn công đoàn tàu vận tải của Hoa Kỳ ngoài khơi Guadalcanal ngày 12 tháng 11.

Nỗ lực đầu tiên của phía Nhật Bản nhằm tái chiếm sân bay Henderson bị thất bại khi một lực lượng 917 quân bị đánh bại vào ngày 21 tháng 8 trong Trận Tenaru. Cố gắng tiếp theo từ ngày 12 đến ngày 14 tháng 9 kết thúc với việc 6.000 binh lính dưới quyền chỉ huy của Thiếu tướng Kiyotake Kawaguchi bị đánh bại trong Trận chiến đồi Edson.
Trong tháng 10, quân Nhật định đánh chiếm sân bay Henderson bằng cách gửi thêm 15.000 quân, chủ yếu là lực lượng của Sư đoàn 2 tới Guadalcanal. Thêm vào việc chuyển quân bằng Đoàn tàu tốc hành Tokyo, Nhật Bản cũng thành công trong việc gửi một đoàn vận tải lớn dùng nhiều tàu vận tải có tốc độ chậm hơn. Để tiến hành chuyến vận tải này, hai tàu chiến của Nhật tiến hành bắn phá ban đêm sân bay Henderson trong ngày 14 tháng 10, khiến đường băng của sân bay bị hỏng nặng, ½ số máy bay của CAF bị phá hủy, phần lớn số nhiên liệu phi cơ bị đốt. Mặc dù phải chịu nhiều hư hại nặng, quân Hoa Kỳ trên đảo vẫn có thể phục hồi hai đường bay, nhận thêm máy bay và nhiên liệu phi cơ thay thế, và dần khôi phục CAF trong vài tuần tiếp theo tới mức trước khi bị pháo kích.
Tiếp theo đó Nhật Bản cố gắng đánh chiếm lại đảo với đội quân mới vừa được đưa đến từ ngày 20 tháng 10 đến 26 tháng 10 và bị thất bại nặng trong trận chiến sân bay Henderson. Cùng lúc đó hạm đội Nhật Bản dưới sự chỉ huy của Đô đốc Yamamoto Isoroku Tư lệnh Hạm đội Liên hợp Nhật Bản, đã đánh bại lực lượng hải quân của quân Đồng Minh trong trận chiến quần đảo Santa Cruz và buộc các tàu của quân Đồng Minh phải rút ra khỏi khu vực. Tuy nhiên các tàu sân bay của Nhật Bản cũng phải trở về vì tổn thất về máy bay và phi công. Sau đó các tàu chủ lực của Yamamoto quay trở về căn cứ chính tại Truk ở Micronesia, còn các tàu sân bay thì quay về Nhật Bản để sửa chữa và nhận máy bay mới.
Quân đội Nhật Bản lên kế hoạch cho cuộc tấn công vào Guadalcanal khác vào tháng 11 năm 1942, nhưng phải có quân tiếp viện trước khi kế hoạch có thể được thực hiện. Quân đội yêu cầu Yamamoto trợ giúp gửi tiếp viện đến đảo và hỗ trợ họ trong cuộc tấn công vào lực lượng Đồng Minh đang cố thủ sân bay Henderson. Để hỗ trợ cho việc tiếp viện, Yamamoto tập hợp 11 tàu vận tải cỡ lớn để chuyển 7.000 quân của sư đoàn bộ binh số 38 cùng đạn dược, lương thực và các trang thiết bị hạng nặng Rabaul đến Guadalcanal. 11 tàu vận tải dùng để vận chuyển binh lính, trang thiết bị và quân nhu gồm Arizona Maru, Kumagawa Maru, Sado Maru, Nagara Maru, Nako Maru, Canberra Maru, Brisbane Maru, Kinugawa Maru, Hirokawa Maru, Yamaura Maru và Yamatsuki Maru. Ông cũng đã cử các tàu chiến từ Truk gia nhập hạm hạm đội ngày 09 tháng 11 trong đó có hai thiết giáp hạm. Hai thiết giáp hạm Hiei và Kirishima được trang bị đạn nổ sát thương (đạn nổ mảnh) dùng để pháo kích vào Henderson trong đêm ngày 12-13 tháng 11, nhằm phá hủy sân bay cùng phi đội máy bay đang đóng ở đó, tạo điều kiện cho các tàu vận tải lớn và chậm chạp đến Guadalcanal đổ quân an toàn ngày hôm sau. Hạm đội sẽ nhận lệnh chỉ huy từ soái hạm Hiei mà Phó Đô đốc Abe Hiroaki đang chỉ huy..
Vì bị đe dọa thường xuyên bởi máy bay và tàu chiến Nhật, lực lượng Đồng Minh gặp rất nhiều khó khăn trong việc tiếp viện cho lực lượng trên bộ tại Guadalcanal, nơi phải thường xuyên hứng chịu các cuộc tấn công của Nhật Bản từ đất liền và biển. Vào đầu tháng 11 năm 1942, mạng lưới tình báo của quân Đồng Minh biết được Nhật Bản dang chuẩn bị để đánh chiếm Henderson một lần nữa. Vì thế Hoa Kỳ đã gửi Lực lượng Đặc nhiệm 67 cùng đoàn tàu vận tải chở một lượng lớn lính tiếp viện và quân nhu, chia ra làm hai nhóm dược chỉ huy bởi Chuẩn Đô đốc Richmond K. Turner đến Guadalcanal vào ngày 11 tháng 11. Đoàn tàu vận tải được bảo vệ bởi hai đoàn tàu hộ tống dưới sự chỉ huy của các Chuẩn Đô đốc Daniel J. Callaghan và Norman Scott cùng phi đội tại Henderson ở Guadalcanal. Lực lượng tiếp viện của Hoa Kỳ gồm 5.500 lính và tiểu đoàn kỹ sư hàng không hàng hải số 1 thay thế cho lực lượng mặt đất và trên không, tiểu đoàn thay thế lính thủy đánh bộ số 4 (hai tiểu đoàn này thuộc trung đoàn số 182 của Hoa Kỳ) cùng đạn dược và quân nhu. Nhóm tàu vận tải đầu tiên tên TF 67.1 được chỉ huy bởi thuyền trưởng Ingolf N. Kiland bao gồm các chiếc McCawley, Crescent City, President Adams và President Jackson. Nhóm tàu vận chuyển thứ hai tên TF 62.4 bao gồm các chiếc Betelgeuse, Libra và Zeilin.Đoàn tàu vận tải bị tấn công rất nhiều lần vào ngày 11-12 tháng 11 bởi các máy bay của Nhật Bản đóng tại Buin ở Bougainville trong quần đảo Solomon nhưng hầu hết đã đến được Guadalcanal và đổ quân với các hư hại không nghiêm trọng.

## Trận hải chiến đầu tiên ngày 13 tháng 11

### Mở đầu

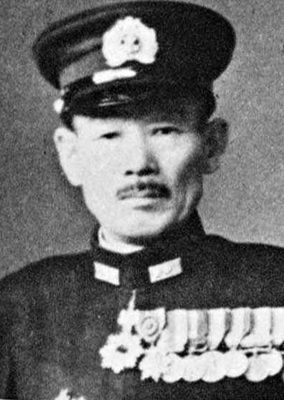
Phó đô đốc Abe Hiroaki.

Hạm đội của Abe Hiroaki thiết lập đội hình cách 110 km về phía bắc eo biển Indispensable Strait và bắt đầu tiến về Guadalcanal vào ngày 12 tháng 11, dự định sẽ đến nơi vào buổi sáng sớm hôm sau ngày 13 tháng 11. Đoàn tàu vận tải chậm hơn cùng 11 hay 12 khu trục hạm gồm Hayashio, Oyashio, Kagero, Umikaze, Kawakaze, Suzukaze, Takanami, Makinami, Naganami, Amagiri và Mochizuki được chỉ huy bởi Tanaka Raizo bắt đầu đi vào vùng biển New Georgia Sound từ Shortlands theo kế hoạch sẽ đến Guadalcanal vào đêm ngày 13 tháng 11 . Ngoài hai thiết giáp hạm, hạm đội của Abe còn gồm tuần dương hạm hạng nhẹ Nagara cùng 11 khu trục hạm chia làm hai nhóm. Nhóm khu trục hạm số 10 được chỉ huy bởi thiếu tướng hải quân Kimura Susumu từ chiếc Nagara gồm Amatsukaze, Yukikaze, Akatsuki, Ikazuchi, Inazuma và Teruzuki. Nhóm khu trục hạm số 4 được chỉ huy bởi thiếu tướng hải quân Takama Tamotsu gồm Asagumo, Murasame, Samidare, Yudachi và Harusame. Ba khu trục hạm khác là Shigure, Shiratsuyu và Yugure làm nhiệm vụ cảnh giới phía sau trong quần đảo Russell khi hạm đội của Abe tiến vào vùng biển quanh đảo Savo phía Bắc ngoài khơi Guadalcanal.

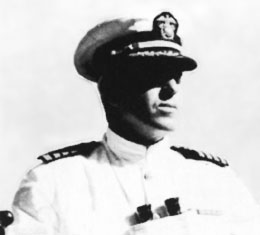
Đô đốc Daniel J. Callaghan.

Máy bay trinh sát của Hoa Kỳ phát hiện hạm đội Nhật Bản đang tới gần và phát tín hiệu cảnh báo cho chỉ huy của quân Đồng Minh. Khi nhận được cảnh báo Richmond K. Turner đã tập hợp và tách tất cả các tàu có thể chiến đấu ra khỏi đoàn tàu vận tải để bảo vệ lực lượng trên bờ ở Guadalcanal khỏi các cuộc tấn công và đổ bộ của Nhật Bản có thể xảy ra đồng thời ra lệnh cho các tàu vận tải rút ra khỏi khu vực vào lúc hoàng hôn ngày 12 tháng 11. Đô đốc Daniel Callaghan có thâm niên hơn vài ngày nên đã được bổ nhiệm làm chỉ huy trưởng, dù Norman Scott có nhiều kinh nghiệm hơn. Callaghan chuẩn bị để nghênh chiến với hạm đội của Nhật Bản vào ban đêm trong một trận đánh quyết liệt. Lực lượng hải quân của Callaghan bao gồm hai tuần dương hạm hạng nặng là San Francisco và Portland, ba tuần dương hạm hạng nhẹ là Helena, Juneau và Atlanta cùng 8 khu trục hạm Cushing, Laffey, Sterett, O'Bannon, Aaron Ward, Barton, Monssen và Fletcher. Đô đốc Callaghan chỉ huy trên chiếc San Francisco.
Khi tiến đến Guadalcanal hạm đội Nhật Bản đã đi vào một vùng mưa dông lớn và dày đặc, do đội hình vốn rất phức tạp cùng với các mệnh lệnh khó hiểu của Abe đội hình của hạm đội Nhật Bản đã tách ra thành nhiều nhóm. Hạm đội của Hoa Kỳ đã xếp thành một hàng dài bao quanh vùng biển Savo với các khu trục hạm đứng trước và sau hàng phòng thủ còn các tuần dương hạm đứng chính giữa. Khoảng cách giữa các khu trục hạm với các tuần dương hạm là 800 yards (730 m), giữa các tuần dương hạm với nhau là 700 yards (640 m) và giữa các khu trục hạm với nhau là 500 yards (460 m). Năm chiếc tàu được trang bị hệ thống ra đa cảm biến mới và có tầm hoạt động xa nhưng Callaghan quyết định không để chúng đứng ở phía trước hàng phòng thủ, và cũng không chọn tàu nào làm soái hạm cho mình. Callaghan không phổ biến kế hoạch tác chiến chiến cho các thuyền trưởng trong hạm đội của mình

### Diễn biến

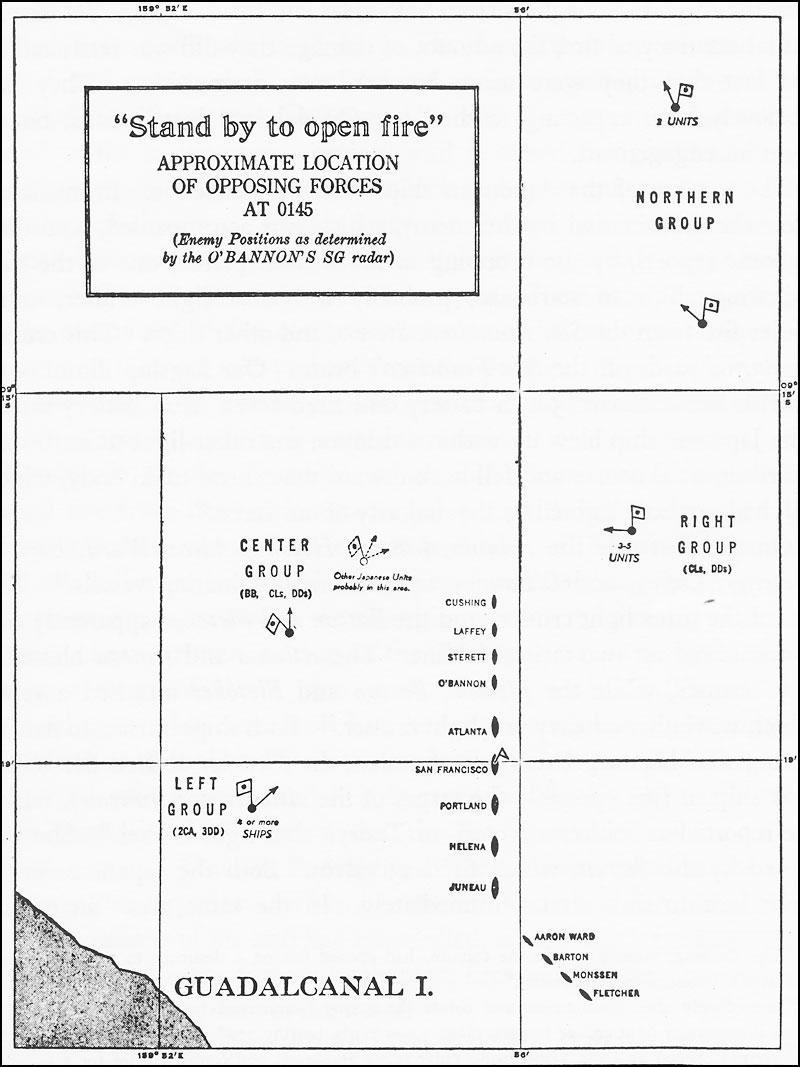
Sơ đồ đội hình hạm đội Hoa Kỳ.

Vào khoảng 01:25 ngày 13 tháng 11 trong điều kiện trời tối đen như mực do cơn mưa dông lớn và trăng khuyết, hạm đội Nhật Bản tiến vào eo biển giữa Savo và Guadalcanal, sẵn sàng pháo kích sân bay Henderson. Một số tàu của Hoa Kỳ đã phát hiện ra các tàu của Nhật Bản vào lúc 01:24 nhưng gặp vấn đề thông tin liên lạc để thông báo cho Callaghan, vì thiếu kinh nghiệm hoạt động đồng bộ và chất lượng hệ thống radio mà họ được trang bị, cũng như sự thiếu kỷ luật trong thao tác phát tín hiệu liên lạc. Vài phút sau hai lực lượng gần như đồng thời nhìn thấy nhau, nhưng cả Abe Hiroaki và Daniel J. Callaghan đều ngần ngại ra lệnh cho các tàu của mình tấn công ngay lập tức. Abe gần như bất ngờ bởi hạm đội kẻ thù ở quá sát nên không thể quyết định được liệu ông có nên ra lệnh tạm rút lui để các thiết giáp hạm có đủ thời gian thay đạn nổ sát thương (dùng để pháo kích) thành đạn chống hạm, hay tiếp tục tiến lên phía trước. Ông quyết định tiếp tục tiến lên. Callaghan thì định đánh thọc sườn hạm đội Nhật Bản như Scott đã làm trong trận chiến Cape Esperance nhưng lại bị rối vì chỉ nhận được thông tin không đầy đủ, và vì rằng đội hình hạm đội Nhật Bản chia thành từng nhóm nhỏ, nên ông đã ra những mệnh lệnh di chuyển hạm đội khó hiểu, và nói chung là ông để mất quá nhiều thời gian trước khi hành động. Đội hình tàu chiến của Hoa Kỳ bắt đầu bị phân rã, góp phần vào việc Callaghan phải trì hoãn ra lệnh nổ súng, để xác định và sắp xếp lại đội hình. Trong lúc này các tàu của Nhật Bản đã đan xem vào giữa đội hình của Hoa Kỳ, các thuyền trưởng hai bên đều bồn chồn đợi lệnh khai hỏa.
Vào lúc 01:48 Akatsuki và Hiei bật hai đèn pha dò tìm vào chiếc Atlanta chỉ cách 3.000 yard (2,7 km) (là cự ly bắn trực xạ của các pháo hạm cỡ lớn lớn). Vài chiếc tàu của hai bên bắt đầu tự nổ súng lẻ tẻ vào nhau. Nhận ra rằng lực lượng của mình đã bị bao vây bởi tàu Nhật Bản, Callaghan ra lệnh "tàu số lẻ nổ súng bên mạn phải, tàu số chẵn bắn sang mạn trái" (chỉ có điều là trước khi trận đánh nổ ra, các tàu không được phân công số, và đội hình tàu chiến vốn dĩ đã rất hỗn độn). Tất cả các tàu chưa nổ súng còn lại của Hoa Kỳ đều khai hỏa, một số tàu khác thì phải thay đổi mục tiêu cho phù hợp với mệnh lệnh của Callaghan. Hai lực lượng ở thế đan xen với nhau, bắn pháo cận chiến vào nhau một cách hỗn loạn như các trận hải chiến ở các thế kỷ trước. Hoa tiêu của chiếc Monssen mô tả trận đánh "cứ như trận loạn đả trong quán bar khi tắt đèn".

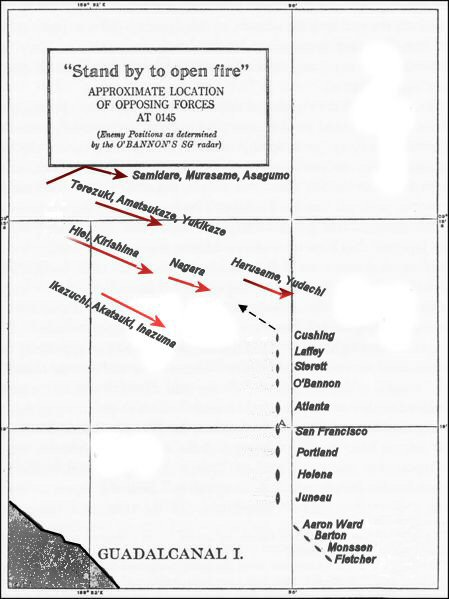
Sơ đồ bắt đầu chiến sự khi các tàu Hoa Kỳ bắt đầu quay sang trái theo chiều của mũi tên đen.

Có ít nhất sáu tàu của Hoa Kỳ là Laffey, O'Bannon, Atlanta, San Francisco, Portland và Helena đã bắn vào chiếc Akatsuki vì nó đã thu hút sự chú ý với đèn pha dò tìm của mình. Chiếc Akatsuki bị trúng liên tiếp nhiều phát đạn, phát nổ và chìm chỉ sau ít phút. Chỉ có tám thuyền viên trong 197 thủy thủ của chiếc Akatsuki là sống sót sau khi chiếc tàu bị chìm.
Vì ở vị trí tiên phong nên chiếc tuần dương hạm Atlanta đã bị trúng ngư lôi của các tàu Nhật Bản như Nagara, Inazuma và Ikazuchi như để đáp trả lại chiếc Akatsuki. Các loạt đạn pháo khiến chiếc Atlanta bị hỏng nặng, và bị ngư lôi Kiểu 93 đánh trúng khiến động cơ của nó bị mất phân nửa công suất. Chiếc Atlanta bị trôi vào giữa làn lửa đạn của chiếc San Francisco đã khiến nó trúng đạn gây hư hại cực kỳ nghiêm trọng giết chết đô đốc Scott và nhiều thành viên trên bong chỉ huy. Chiếc Atlanta không còn khả năng di chuyển hay bắn trả, trôi dạt bất điều khiển và bị loại ra khỏi trận chiến khi các tàu của Nhật Bản bỏ qua nó. Một khu trục hạm dẫn đầu của Hoa Kỳ là chiếc Cushing bị kẹt trong là lửa đạn của các khu trục hạm Nhật Bản, thậm chí có thể có cả chiếc Nagara. Nó bị hư hại rất nặng và bị bất động.
Chiếc Hiei với 9 đèn pha dò tìm cỡ lớn, và do hướng di chuyển cắt xuyên qua đội hình của Hoa Kỳ nên đã trở thành mục tiêu chính của nhiều chiến hạm Hoa Kỳ. Chiếc Laffey đi quá gần chiếc Hiei đến nỗi chúng có thể đụng nhau nếu bị chệch khoảng 6,1 m. Chiếc Hiei không thể hạ tháp pháo chính cũng như tháp pháo phụ xuống đủ thấp để có thể tấn công chiếc Laffey nhưng chiếc Laffey thì lại có thể quét khẩu pháo 5-inch (130 mm) và súng máy của mình vào thượng tầng của chiếc Hiei khiến nó bị hư hỏng nặng phần trên và phần bong tàu, làm bị thương phó đô đốc Abe cũng như giết chết tham mưu trưởng của ông. Phó đô đốc Abe phải rất khó nhọc điều khiển chiếc tàu của mình cho tới cuối trận chiến. Hai chiếc Sterett và O'Bannon cũng bắn tầm gần vào thượng tầng chiếc Hiei, và có lẽ phóng một hay hai ngư lôi vào thân chiếc Hiei khiến nó bị hư hỏng nặng hơn, trước khi hai khu trục hạm này chạy vào bóng đêm.

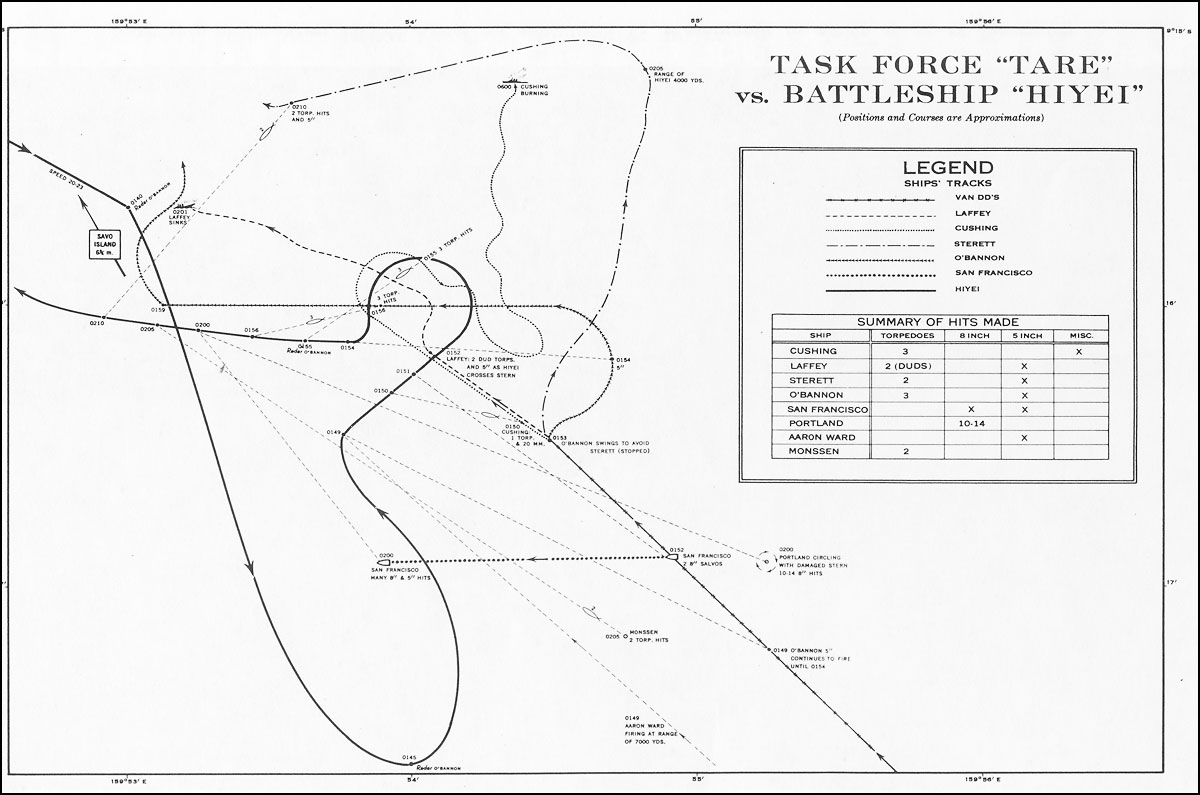
Sơ đồ đường đi của chiếc Hiei và các tàu đã tấn công nó.

Không thể bắn tháp pháo chính và tháp pháo thứ hai vào ba khu trục hạm đang quấy nhiễu mình nên chiếc Hiei đã tập trung hỏa lực của mình vào chiếc San Francisco chỉ cách khoảng 2.500 yard (2,3 km). Cùng với nó là các chiếc Kirishima, Inazuma và Ikazuchi bốn chiếc tàu cùng nã pháo vào chiếc San Francisco phá hủy phòng lái, giết chết đô đốc Callaghan, thuyền trưởng Cassin Young và hầu hết tất cả mọi người trên bong. Các loạt đạn đầu tiên của chiếc Hiei và Kirishima là đạn nổ sát thương nên đã giảm thiệt hại cho chiếc San Francisco và có thể đã giúp nó không bị chìm nghỉm ngay lập tức nhưng lại tăng thương vong lên cao. Do không tính tới khả năng sẽ đấu pháo với tàu địch nên thuyền viên trên hai chiếc thiết giáp hạm của Nhật Bản đã phải mất vài phút để có thể thay loại đạn xuyên giáp. Hơn nữa chiếc San Francisco đã hầu như hoàn toàn bất lực để có thể tự vệ hay có thể lái một cách chính xác trong việc cận chiến. Chiếc Helena đã đi theo chiếc San Francisco để cố gắng bảo vệ nó khỏi các thiệt hại khác.
Hai trong các khu trục hạm của Hoa Kỳ gặp sự cố. Chiếc Nagara hoặc hai khu trục hạm Teruzuki và Yukikaze đã tiến gần chiếc Cushing và nã pháo vào nó phá hủy toàn bộ hệ thống điều khiển. Không thể tiếp tục đánh trả, thủy thủ đoàn của chiếc Cushing bỏ tàu và nó đã bị chìm vài giờ sau đó. Chiếc Laffey tránh được việc phải đối đầu với chiếc Hiei nhưng lại phải chống lại các chiếc Asagumo, Murasame, Samidare và có thể thêm Teruzuki. Các khu trục hạm Nhật Bản đã nã pháo vào chiếc Laffey và phóng ngư lôi vào nó phá hủy phần sống tàu. Vài phút sau ngọn lửa trên chiếc Laffey lan đến kho đạn khiến nó nổ tung và chìm nghỉm.
Chiếc Portland sau khi giúp đánh chìm chiếc Akatsuki đã bị trúng ngư lôi của chiếc Inazuma hay Ikazuchi khiến nó bị hỏng nặng phần đuôi và chỉ có thể chạy vòng vòng. Trong vòng đầu tiên nó đã bắn bốn loạt đạn vào chiếc Hiei nhưng sau đó nó không đóng góp được gì nữa trong trận chiến.
Hai chiếc Yudachi và Amatsukaze lần lượt nghênh chiến với năm tàu trong hậu đội của hạm đội Hoa Kỳ. Hai ngư lôi của chiếc Amatsukaze đã đánh trúng chiếc Barton và nhấn chìm nó ngay cùng với hầu hết thủy thủ đoàn. Chiếc Yudachi phóng ngư lôi trúng chiếc Juneau khiến nó trở nên bất động, phá hủy phần sống tàu cùng hầu hết các hệ thống điều khiển. Chiếc Juneau chạy về phía đông và chập chạp lết ra khỏi trận chiến.
Chiếc Monssen tránh xác chiếc Barton và các mảnh vỡ để tìm mục tiêu. Nhưng nó đã bị phát hiện bởi các chiếc Asagumo, Murasame và Samidare vừa diệt xong chiếc Laffey, các tàu này tấn công tới tấp vào Monssen khiến nó bị hư hỏng nghiêm trọng và buộc thủy thủ phải bỏ tàu. Chiếc tàu này đã bị chìm ít lâu sau đó.
Chiếc Amatsukaze tiến lại gần chiếc San Francisco với ý định đánh chìm chiếc tàu này. Tuy nhiên khi lại gần San Francisco, chiếc Amatsukaze đã không để ý chiếc Helena và bị tàu này bắn vào mạn tàu ở tầm gần khiến nó bị hư hỏng nặng. Chiếc Amatsukaze thả khói mù che mắt chiếc Helena và chạy đi trong lúc các chiếc Asagumo, Murasame và Samidare tiến đến tấn công chiếc Helena.
Hai chiếc Aaron Ward và Sterett đang tìm mục tiêu, phát hiện thấy chiếc Yudachi vốn không để ý đến sự hiện diện của hai khu trục hạm Hoa Kỳ này. Cả hai tàu của Hoa Kỳ bắn pháo và ngư lôi vào chiếc Yudachi cùng lúc khiến khu trục hạm này bị hư hại nghiêm trọng buộc thủy thủ đoàn phải bỏ tàu. Tuy nhiên chiếc tàu này không bị chìm ngay lập tức. Chiếc Sterett tiếp tục tìm mục tiêu thì bị chiếc Teruzuki tấn công gây hư hỏng nặng và buộc phải rút khỏi trận chiến về hướng Đông. Chiếc Aaron Ward thì đối đầu một chọi một với chiếc Kirishima nhưng bị thua và bị hư hỏng nặng. Chiếc tàu này đã cố gắng chạy khỏi vùng chiến sự nhưng sớm bị bất động do động cơ đã bị hỏng.
Robert Leckie, một lính thủy quân lục chiến Mỹ chứng kiến trận đánh này trên đảo Guadalcanal đã kể lại: "Pháo sáng sáng bắn lên cao, khủng khiếp và đỏ rực. Các vệt pháo sáng khổng lồ xé toạc màn đêm trong ánh sáng cam... Mặt biển cứ như một tấm đá thủy tinh được đánh bóng mà trên đó các tàu chiến như được thả lên đó, bất động, làm tâm điểm của những hình tròn lan ra xung quanh như những viên đá rớt xuống bùn".
Sau 40 phút kịch chiến tay đôi với nhau hạm đội hai bên bắt đầu tách dần nhau ra và ngừng bắn vào lúc 02:26 sau khi Abe và thuyền trưởng Gilbert Hoover (thuyền trưởng của chiếc Helena và là chỉ huy cao cấp nhất của hạm đội Hoa Kỳ còn sống sót cho đến lúc đó) ra lệnh ngưng chiến. Phía đô đốc Abe thì có một thiết giáp hạm (Kirishima), một tuần dương hạm hạng nhẹ (Nagara) và bốn khu trục hạm (Asagumo, Teruzuki, Yukikaze, và Harusame) chỉ bị hư hỏng nhẹ cùng bốn khu trục hạm (Inazuma, Ikazuchi, Murasame, và Samidare) bị hư hỏng tương đối. Hoa Kỳ thì chỉ còn một tuần dương hạm hạng nhẹ (Helena) và một khu trục hạm (Fletcher) là vẫn còn đủ khả năng chống trả. Dù có lẽ Abe không nhận ra, nhưng tình thế đã không để cho hạm đội của ông bắn phá sân bay Henderson và tiêu diệt hoàn toàn hạm đội Hoa Kỳ, tạo ra một vùng an toàn để đổ bộ quân tiếp viện và quân nhu.

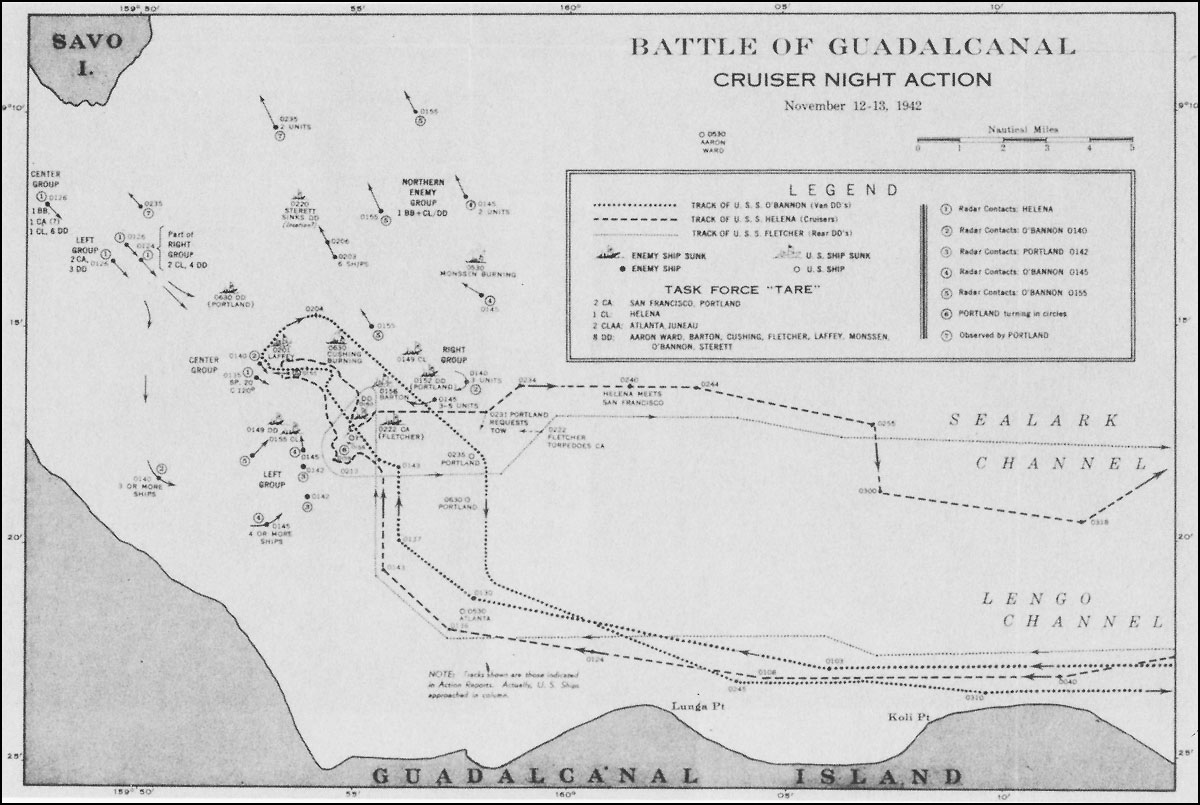
Sơ đồ toàn cảnh trận chiến.

Tuy nhiên có thể do không nắm rõ được tình hình Abe đã quyết định bỏ nhiệm vụ và rút ra khỏi khu vực. Có nhiều giả thuyết khác nhau cho lựa chọn này. Như hầu hết cá loại đạn đặc biệt dùng để bắn phá đã được sử dụng gần hết trong trận chiến, nếu việc bắn phá sân bay thất bại thì hạm đội sẽ bị bỏ bom bởi CAF vào lúc bình minh hay với vết thương của mình và nhiều phụ tá của Abe đã bị chết trong trận chiến có thể đã ảnh hưởng đến quyết định của ông. Hoặc có thể cũng vì không biết rõ số lượng tàu của mình hay của Hoa Kỳ còn có thể chiến đấu được do hệ thống liên lạc của chiếc Hiei đã bị hỏng. Hơn nữa đội hình tàu của Nhật Bản đã bị phân tán sẽ mất một khoảng thời gian để có thể tái lập lại đội hình để bắn phá sân bay Henderson và tấn công các tàu chiến còn lại của Hoa Kỳ. Cho dù là lý do gì thì Abe cũng đã ra lệnh đình chiến và rút tất cả các tàu chiến ra khỏi khu vực, dù hai chếc Yukikaze và Teruzuki vẫn ở lại để trợ giúp Hiei. Chiếc Samidare vớt những người sống sót của chiếc Yudachi lúc 03:00 trước khi nhập vào các tàu chiến khác rút lên phía Bắc.

### Kết thúc

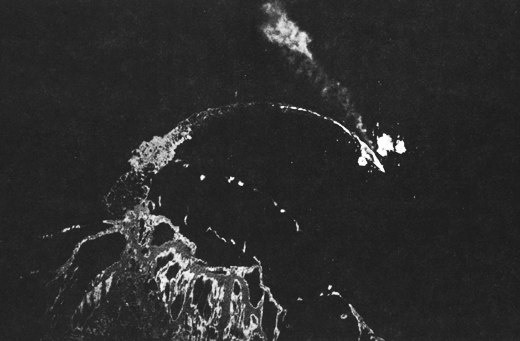
Chiếc Hieibị rò rỉ dầu sau các cuộc tấn công.

Vào khoảng 03:00 ngày 13 tháng 11 đô đốc Yamamoto đã hoãn kế hoạch đổ bộ của đoàn tàu vận tải và tất cả trở về Shortlands để chờ mệnh lệnh mới. Khi bình minh ló dạng ba chiếc tàu bị tê liệt của Nhật Bản là Hiei, Yudachi và Amatsukaze cùng ba chiếc tàu bị tê liệt khác của Hoa Kỳ là Portland, Atlanta và Aaron Ward nằm ngoài khơi xung quanh đảo Savo. Chiếc Amatsukaze đã bị tấn công bởi các máy bay ném bom của Hoa Kỳ nhưng đã chạy thoát với chỉ thêm vài hư hỏng nhẹ đã được sửa chữa tại Truk và trở lại hoạt động chỉ vài tháng sau đó. Vỏ tàu của chiếc Yudachi bị bỏ lại đã bị đánh chìm bởi chiếc Portland với vài khẩu pháo còn có thể hoạt động của nó. Chiếc tàu kéo Bobolink chạy lòng vòng trong vùng biển New Georgia Sound suốt ngày 13 tháng 11 để trợ giúp các tàu và những người còn sống sót của Hoa Kỳ cũng như báo cáo lại việc đã bắn tất cả những người sống sót của Nhật Bản đang lênh đênh trên mặt nước.
Chiếc Hiei đã bị tấn công liên tục bởi các máy bay ném ngư lôi TBF Avenger từ Henderson cũng như các chiến TBF và máy bay ném bom bổ nhào SBD Dauntless từ tàu sân bay Enterprise vốn đang thả neo ở Nouméa từ ngày 11 tháng 11, thậm chí cả máy bay ném bom B-17 Flying Fortress của phi đoàn ném bom hạng nặng thứ 11 của không lực Hoa Kỳ đóng ở Espiritu Santo cũng tham gia tấn công. Abe và các trợ lý của ông đã chuyển sang chiếc Yukikaze vào khoảng 08:15. Abe đã ra lệnh cho chiếc chiếc Kirishima kéo chiếc Hiei và được hộ tống bởi chiếc Nagara cùng các khu trục hạm của nó, nhưng mệnh lệnh này đã bị hủy vì mối nguy từ các tàu ngầm và chiếc Hiei đã bị chìm quá sâu. Sau khi bị hư hại nặng hơn vì bị tấn công từ trên không chiếc Hiei đã bị chìm ở hướng Tây-Bắc đảo Savo có thể là do thủy thủ đoàn của nó đã đánh đắm nó khi thấy không thể cứu vãn được nữa vào khuya đêm ngày 13 tháng 11.

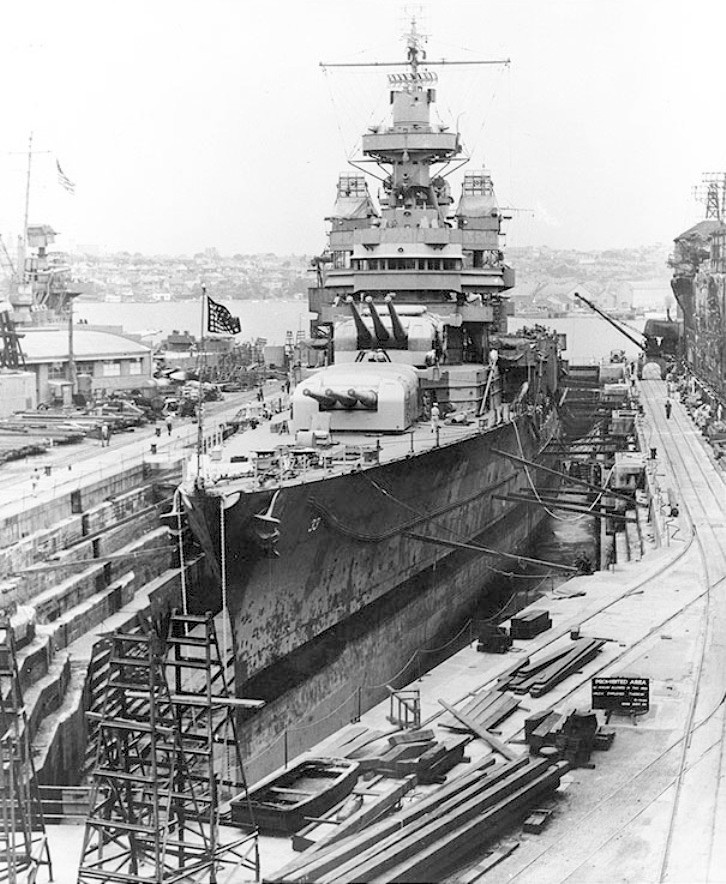
Chiếc Portland đang được sửa chữa tại cảng Sydney, Úc một tháng sau trận chiến.

Các chiếc Portland, San Francisco, Aaron Ward, Sterett và O'Bannon đã trở về cảng thành công một cách khó khăn để có thể sửa chữa. Chiếc Atlanta thì đã chìm ngoài khơi gần Guadalcanal vào lúc 20:00 ngày 13 tháng 11. Khi rời quần đảo Solomon cùng các chiếc San Francisco, Helena, Sterret và O'Bannon vào khuya ngày 13, chiếc Juneau đã bị trúng ngư lôi tàu ngầm I-26 của Nhật Bản (10°32′N 161°2′Đ / 10,533°N 161,033°Đ). Hơn 100 thủy thủ đoàn còn sống sót trong tổng số 697 người của chiếc Juneau đã lênh đênh trên biển trong tám ngày trước khi được máy bay cứu hộ đến cứu. Khi chờ được giải cứu tất cả thủy thủ đoàn đã chết ngoại trừ 10 người vì bị thương, vì thời tiết hay cũng vì bị cá mập tấn công.
Vì nhầm lẫn về tính chất của trận chiến, Hoa Kỳ cứ nghĩ là mình đã đánh chìm ít nhất bảy tàu của Nhật Bản. Cộng với việc Nhật Bản rút lui đã khiến Hoa Kỳ càng tin là mình đã chiến thắng. Chỉ đến khi kết thúc chiến tranh thì Hoa Kỳ mới nhận ra rằng mình đã bị thiệt hại nặng nề hơn nhiều so với Nhật Bản và đã thua về mặt chiến thuật nặng chưa từng thấy khi đó.
Tuy vậy hầu hết các sử gia đều đồng ý rằng việc Abe rút lui đã chuyển thất bại về chiến thuật này thành chiến thắng chiến lược cho Hoa Kỳ khi mà việc Henderson vẫn còn tồn tại đã giúp cho các phi đội chặn được đoàn tàu vận tải chập chạp của Nhật Bản đổ bộ lên Guadalcanal với hàng hóa của mình. Cộng với việc Nhật Bản đã không đánh chìm toàn bộ hạm đội của Hoa Kỳ trong khu vực mà kết quả là Hoa Kỳ có thể sửa chữa hay mang đi tái chế lạ. Theo báo cáo thì đô đốc Yamamoto đã mắng Abe trong tức giận và sau này đã buộc ông giải ngũ. Tuy nhiên việc làm cho Yamamoto tức giận nhất không phải là việc từ bỏ nhiệm vụ bắn phá hay không đánh chìm hết các tàu của quân Hoa Kỳ mà là việc chiếc thiết giáp hạm Hiei bị chìm. Vào lúc quá trưa Yamamoto đã ra lệnh cho phó đô đốc Kondo Nobutake chỉ huy hạm đội thứ hai tại Truk đã bắt đầu tập hợp quanh chiếc Kirishima để thực hiện nhiệm vụ bắn phá khác vào sân bay Henderson đêm ngày 14-15 tháng 11.
Nếu gồm cả chiếc Juneau thì phía Hoa Kỳ đã tổn thất 1.439 người còn Nhật Bản thì tổn thất khoảng 550 đến 800 người. Nhà sử học Richard B. Frank đã phân tích tác động của trận chiến: "Trận chiến này xảy ra mà chẳng có ai trợ giúp, tầm gần và lúng túng khi xảy ra chiến cuộc. Nhưng kết quả vẫn chưa ngã ngũ. Cái chết của Callaghan và hạm đội của ông ta đã được đổi lấy một đêm cho sân bay Henderson tồn tại. Cuộc đổ bộ lớn của Nhật Bản bị hoãn nhưng không ngưng lại cũng như phần lớn hạm đội Liên Hợp lớn của Nhật Bản vẫn chưa xuất hiện.".

## Những hoạt động khác trong ngày 13 - 14
Mặc dù nỗ lực tiếp viện cho Guadalcanal bị trì hoãn nhưng Nhật Bản không bỏ cuộc trong việc thực hiện kế hoạch cho dù nó có chậm hơn so với kế hoạch ban đầu. Vào trưa ngày 13 tháng 11 Tanaka và 11 tàu vận tải tiếp tục hành trình tiến đến Guadalcanal. Một hạm đội chủ yếu là tuần dương hạm và khu trục hạm của Hạm đội tám, thả neo chủ yếu ở Rabaul với nhiệm vụ lúc đầu là bảo vệ đoàn tàu vận tải đổ bộ vào đêm 13 tháng 11, đã được giao cho nhiệm vụ bắn phá Henderson. Chiếc thiết giáp hạm Kirishima sau khi từ bỏ nỗ lực cứu chiếc Hiei vào sáng ngày 13 tháng 11 đã di chuyển lên phía Bắc giữa đảo Santa Isabel và quần đảo Malaita cùng các tàu chiến của mình để tập hợp cùng hạm đội thứ hai của Kondo thả neo tại Truk để tạo thành hạm đội mới cho nhiệm vụ bắn phá.

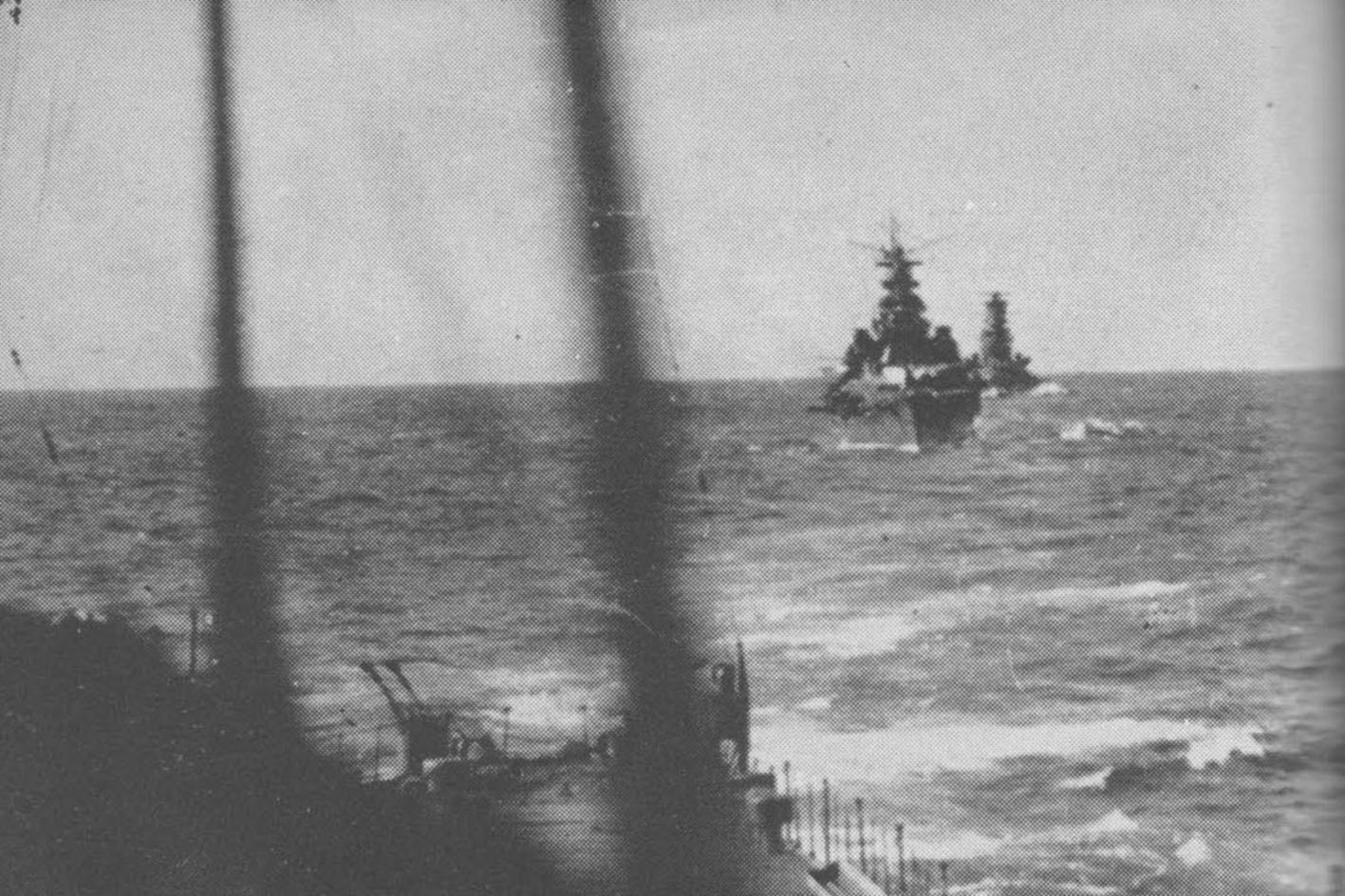
Hạm đội của Kondo đang tiến đến Guadalcanal vào ngày 14 tháng 11.

Hạm đội tám dưới sự chỉ huy của phó đô đốc Mikawa Gunichi bao gồm các tuần dương hạm hạng nặng Chōkai, Kinugasa, Maya và Suzuya, tuần dương hạm hạng nhẹ Isuzu và Tenryū cùng sáu khu trục hạm. Hạm đội của Mikawa đã tách ra thành nhiều nhóm nhỏ đi vào vùng Guadalcanal một cách dễ dàng do sau trận chiến hạm đội của Hoa Kỳ đã rút lui ra khỏi khu vực. Hai chiếc Suzuya và Maya dưới sự chỉ huy của Nishimura Shōji đã bắn phá Henderson trong khi các tuần dương hạm còn lại trong hạm đội Mikawa cảnh giới xuang quanh đảo Savo để đề phòng bất kỳ các cuộc tấn công nào của Hoa Kỳ. Trong 35 phút bắn phá gây nhiều thiệt hại cho các máy bay phá hủy một máy bay ném bom bổ nhào, 17 tiêm kích cơ và làm hư hỏng đường băng của sân bay nhưng không làm cho nó bị ngưng hoạt động. Các tàu tuần dương này sau khi kết thúc bắn phá vào khoảng 02:30 ngày 14 tháng 11, dọn sạch khu vực rồi tiến đến Rabaul theo hướng Nam của nhóm đảo New Georgia.
Vào lúc bình minh các phi đội tại Henderson, Espiritu Santo và trên chiếc Enterprise cách khoảng 200 hải lý (370 km) về phía Nam đảo Guadalcanal bắt đầu các cuộc tấn công của mình. Đầu tiên là nhằm vào hạm đội của Mikawa đang tiến ra khỏi Guadalcanal và sau đó là đoàn tàu vận tải đang tiến đến Guadalcanal. Nhiên liệu cho các phi đội tại Henderson có thể đã được lấy từ 488 thùng 55-gallon loại xăng 100-octane được giấu trong rừng. Cuộc tấn công vào hạm đội của Mikawa đã làm chìm chiếc Kinugasa cùng 511 thủy thủ và làm hư hỏng chiếc Maya khiến nó phải trở về Nhật Bản để sửa chữa sau khi bị một chiếc SBD Dauntless vô tình đâm vào.
Các cuộc không kích diễn ra liên tục nhắm vào đoàn tàu vận tải của Nhật Bản, đánh chìm sáu tàu chở quân nhu là Arizona, Shinanogawa, Canberra, Nako, Nagara và Brisbane. Hai chiếc Canberra và Nagara đã bị chìm trước. Chiếc Brisbane bị đánh chìm sau đó tiếp theo là các chiếc Shinanogawa, Arizona và Nako. Chiếc Sado thì bị hư hỏng nặng phải trở về Shortlands nó được hộ tống bởi Amagiri và Mochizuki. Tổng cộng 44.855 tấn quân nhu đã bị đánh chìm. Tất cả những người sống sót được các tàu hộ tống vớt lên và quay về Shortlands. Trong trận này Hoa Kỳ đã mất 5 máy bay ném bom bổ nhào và hai tiêm kích cơ còn Nhật Bản thì mất 13 tiêm kích cơ. Có khoảng 450 lính trên các tàu chở quân nhu theo báo cáo đã tử trận. Bốn tàu vận tải chở lính còn lại cùng bốn khu trục hạm tiếp tục tiến đến Guadalcanal vào lúc hoàng hôn ngày 14 nhưng phải dừng lại ở phía Tây Guadalcanal và đợi vì đang có một trận hải chiến khác.
Hạm đội đặc nhiệm của Kondo tập hợp tại Ontong Java Atoll vào đêm ngày 13, sau đó chuyển hướng và tiếp nhiên liệu ở vị trí vượt ngoài tầm với của các máy bay ném bom tại Henderson vào sáng ngày 14. Tàu ngầm Trout của Hoa Kỳ đã theo dõi nhưng không thể tấn công chiếc Kirishima vào lúc nó đang tiếp nhiên liệu. Hạm đội của Kondo sau đó tiếp tục tiến về phía Nam và cũng bị không kích vào trưa ngày 14. Trong lúc không kích chiếc tàu ngầm Flying Fish của Hoa Kỳ đã phóng 5 ngư lôi vào hạm đội Nhật nhưng tất cả đều hụt, sau đó nó đã báo cáo việc này lại bằng radio.

## Trận hải chiến thứ hai ngày 14 -15

### Mở đầu
Hạm đội của Kondo tiến đến Guadalcanal qua eo biển Indispensable vào khoảng nửa đêm ngày 14 tháng 11, ánh trăng khuyết cung cấp tầm nhìn khoảng 7 km (3,8 hải lý). Hạm đội gồm thiết giáp hạm Kirishima, tuần dương hạm hạng nặng Atago và Takao, tuần dương hạm hạng nhẹ Nagara và Sendai cùng 9 khu trục hạm: Hatsuyuki, Asagumo, Teruzuki, Shirayuki, Inazuma, Samidare, Shikinami, Uranami và Ayanami, vài chiếc trong hạm đội này đã từng tham chiến trong trận đầu như chiếc Kirishima và Nagara]]. Kondo đã cho treo cờ hiệu soái hạm của mình trên chiếc Atago.
Với rất ít tàu không bị hư hại, đô đốc William Halsey, Jr. đã tách hai chiếc thiết giáp hạm Washington và South Dakota của nhóm hỗ trợ chiếc Enterprise, cùng với bốn khu trục hạm trong hạm đội đặc nhiệm 64 dưới sự chỉ huy của đô đốc Willis A. Lee ra để bảo vệ Guadalcanal và sân bay Henderson. Đây là một hạm đội được tập hợp một cách qua loa, các thiết giáp hạm chỉ hoạt động cùng nhau trong vài ngày, và bốn khu trục hạm kia được chọn vì chúng ở đó và có nhiều nhiên liệu nhất. Hạm đội Hoa Kỳ đã đến vùng biển New Georgia Sound vào đêm ngày 14 tháng 11 và lập tức đi tuần xung quanh đảo Savo. Hạm đội Hoa Kỳ xếp theo đội hình 4 khu trục hạm xếp thành hàng phía trên hàng sau là hai chiếc Washington và South Dakota chạy song song nhau bọc hậu cho các khu trục hạm. Vào khoảng 22:25 ngày 14 tháng 11 hệ thống rada trên chiếc South Dakota và Washington bắt đầu phát hiện hạm đội của Kondo đang tiến về phía đảo Savo với khoảng cách 18.000 m (20.000 yd).

### Diễn biến
Kondo đã chia nhỏ hạm đội của mình ra thành nhiều nhóm nhỏ, một nhóm do Hashimoto Shintaro chỉ huy gồm Sendai và hai khu trục hạm Shikinami và Uranami sẽ đi xuống từ phía Đông đảo Savo, khu trục hạm Ayanami sẽ đi vòng đảo Savo theo hướng ngược chiều kim đồng hồ từ phía Tây đảo Savo để thăm dò tìm kiếm các tàu của quân đồng Minh. Hạm đội Nhật Bản đã phát hiện ra hạm đội của Lee vào lúc 23:00, tuy nhiên Kondo đã nhầm các chiếc thiết giáp hạm với các tuần dương hạm. Kondo đã ra lệnh cho nhóm tàu của Sendai cùng chiếc Nagara và bốn khu trục hạm tấn công hạm đội Hoa Kỳ trước khi ông cho hạm đội bắn phá gồm thiết giáp hạm Kirishima cùng các khu trục hạm hạng nặng tiến vào vùng biển New Georgia Sound. Hạm đội Hoa Kỳ đã phát hiện ra hạm đội chiếc Sendai nhưng không phát hiện ra các hạm đội khác. Dựa vào rada hai tàu chiến của hoa Kỳ đã bắn vào hạm đội chiếc Sendai vào lúc 23:17. Đô đốc Lee ra lệnh ngừng bắn khoảng 5 phút sau khi nhóm tàu phía Bắc xuất hiện và biến mất trên màn hình rada của mình. Tuy vậy khi đó các chiếc Sendai, Uranami và Shikinami không hề bị thiệt hại gì và đã ra khỏi tầm hoạt động của rada.
Trong lúc đó bốn khu trục hạm của Hoa Kỳ ở vị trí tiên phong bắt đầu đầu pháo với nhóm của hai chiếc Ayanami và Nagara vào khoảng 23:22. Nagara cùng các khu trục hạm hộ tống của mình đã đáp trả một cách chính xác bằng pháo và ngư lôi, hai chiếc khu trục hạm Walke và Preston đã bị trúng đạn và chìm chỉ trong 10 phút. Khu trục hạm Benham thì bị ngư lôi đâm vào và thổi bay mất phần mũi nó buộc phải rút ra khỏi trận chiến (nó bị chìm ngày hôm sau). Chiếc khu trục hạm Gwin bị trúng đạn ở động cơ khiến nó không còn khả năng chiến đấu. Tuy nhiên các khu trục hạm này đã hoàn thành nhiệm vụ của chúng là che chắn cho các thiết giáp hạm ngăn cản cuộc tấn công đầu tiên có tác động rất mạnh nhưng với một cái giá rất đắt Lee đã ra lệnh cho hai chiếc Benham và Gwin rút lui vào lúc 23:48..
Chiếc Washington đi qua vùng vẫn còn ngổn ngan các chiếc tàu khu trục hạm bị hư hỏng và bị đánh đắm của Hoa Kỳ, nó bắt đầu bắn vào chiếc Ayanami với tháp pháo thứ hai của mình. Theo sau nó là chiếc South Dakota đang gặp rắc rối to khi điện trên tàu bị mất, lý do được báo cáo là do khi sửa chữa cầu dao các kỹ sư đã không tuân thủ nguyên tắc an toàn nên đã làm cho bị chập mạch dây chuyền và mất điện khiến cho toàn bộ hệ thống ra đa, radio và hầu hết tháp pháo của nó không thể hoạt động. Tuy nhiên nó vẫn đi theo chiếc Washington đến phía Tây của đảo Savo đến 23:35, khi chiếc Washington quay đầu sang trái tiến xuống phía Nam sau các chiếc khu trục hạm đang bốc cháy. Chiếc South Dakota cố theo sau nhưng lại quay đầu về phía tay phải để tránh chiếc Benham kết quả đội hình của thiết giáp hạm bị xé lẻ ra, hình ảnh chiếc South Dakota trở nên rõ ràng bởi ngọn lửa trên chiếc khu trục đang cháy và trở thành mục tiêu dễ dàng hơn cho hạm đội Nhật.
Nhận báo cáo về việc các khu trục hạm của Hoa Kỳ đã bị phá hủy của chiếc Ayanami và các tàu chiến khác của mình Kondo đã đưa hạm đội bắn phá tiến đến Guadalcanal với suy nghĩ rằng hạm đội Hoa Kỳ đã bị tiêu diệt, hạm đội của ông và các thiết giáp hạm Hoa Kỳ càng lúc càng tiến lại gần nhau.
Gần như mù và không thể bắn các khẩu pháo của mình một cách hiệu quả chiếc South Dakota đã bị chiếu sáng bởi các đèn pha dò tìm và trở thành mục tiêu của các tàu Nhật Bản kể cả chiếc Kirishima từ lúc 00:00 ngày 15 tháng 11. Cho dù bắn vài phát trúng chiếc Kirishima thì chiếc South Dakota đã bị trúng 25 viên đạn pháo hạng trung và 1 viên hạng nặng. Một số chúng không phát nổ nhưng kết quả là đã phá hỏng toàn bộ khả năng liên lạc cũng như điều khiển các tháp pháo, phần bong trên bị cháy và buộc chiếc South Dakota phải cố gắng tránh xa các cuộc đối đầu. Tất cả các ngư lôi của Nhật điều bị trượt hay không nổ. Đô đốc Lee sau đó đã mô tả việc chiếc South Dakota bị thành mục tiêu chung của gần như cả hạm đội Nhật là: "Chiếc tàu chiến mới tinh của chúng tôi bị điếc, câm, mù, và vô dụng". Chiếc South Dakota phải rút khỏi chiến trường với 39 thủy thủ bị chết 59 bị thương vào lúc 00:17 mà không thể thông báo với Đô đốc Lee và bị quan sát bởi các cảnh giới của Kondo.
Các tàu của Nhật Bản tiếp tục bắn vào chiếc South Dakota và không chiếc nào để ý thấy chiếc Washington đang tiến lại trong phạm vi 9.000 yards (8,2 km). Chiếc Washington đã thấy một tàu chiến lớn (chiếc Kirishima) vài lần nhưng không bắn vì nghĩ đó có thể là chiếc South Dakota. Chiếc Washington không thể thấy chiếc South Dakota do nó đang nằm trong vùng mà rada không thể quan sát được và Lee không thể liên lạc với South Dakota bằng radio để xác định vị trí của nó. Khi các tàu của Nhật chiếu đèn pha dò tìm vào chiếc South Dakota thì chiếc Washington đã xác định được tàu nào là Nhật Bản. Nó đã lập tức bắn vào chiếc Kirishima trong tầm gần với ít nhất 9 viên từ trọng pháo chính 40 viên từ pháo phụ đã trúng mục tiêu khiến chiếc Kirishima bị hư hại nặng và bốc cháy. Chiếc Kirishima bị trúng đạn bên dưới mặt nước khiến bánh lái bị kẹt không thể lái và chạy vòng vòng không thể điều khiển được.
Vào lúc 00:25 Kondo đã ra lệnh tất cả các tàu của mình rằng đã có thể tự tập trung và tiêu diệt bất kỳ tàu chiến nào còn tại của Hoa Kỳ. Tuy nhiên các tàu của Nhật Bản vẫn không biết vị trí của chiếc Washington và các tàu khác của Hoa Kỳ bị hư hỏng đã rời khỏi khu vực chiến trận. Chiếc Washington đã mở hết tốc độ tiến lên phía Tây Bắc đến quần đảo Russell để thu hút hạm đội Nhật Bản ra khỏi Guadalcanal cũng như chiếc South Dakota đang bị hỏng. Các tàu chiến của Nhật Bản sau đó cũng đã thấy chiếc Washington và phóng vài ngư lôi vào nó nhưng chiếc Washington đã né chúng và tiến vào vùng nước nông. Khi đó Kondo tin là đường đã thông cho đoàn tàu vận tải tiến đến Guadalcanal, ông đã ra lệnh cho tất cả các tàu chiến của mình ngưng giao chiến và rút khỏi khu vực khoảng 01:04 và đến 01:30 hầu hết các tàu chiến đã làm theo lệnh.

### Kết thúc

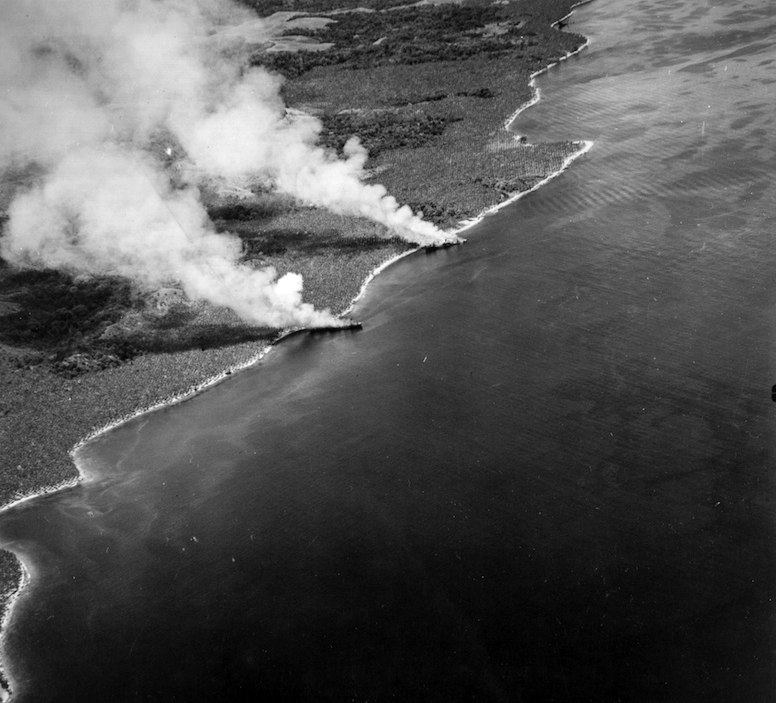
Hai tàu vận tải chở lính của Nhật Bản bị cháy trong cuộc tấn công.

Cả hai chiếc Kirishima và Ayanami đều đã bị cho chìm vào 03:25 ngày 15 tháng 11. Chiếc Uranami tiếp nhận thủy thủ đoàn từ chiếc Ayanami và các khu trục hạm Asagumo, Teruzuki và Samidare tiếp nhận thủy thủ đoàn từ chiếc Kirishima. Trong trận chiến 242 thủy thủ Hoa Kỳ và 249 thủy thủ Nhật đã tử trận, đây là một trong hai trận hải chiến mà các thiết giáp hạm đối đầu nhau trong mặt trận Thái Bình Dương, trận thứ hai như thế là trận chiến vịnh Leyte xảy ra ở eo biển Surigao.
Bốn tàu vận tải chở lính của Nhật Bản đã đến được Guadalcanal và đổ quân xuống Tassafaronga vào 04:00 ngày 15 tháng 11 và chiếc Tanaka cùng các khu trục hạm hộ tống đã chạy bọc hậu trong vùng biển New Georgia Sound để bảo vệ các tàu vận tải này. Đội tàu vận tải này vẫn bị tấn công từ 05:55 bởi các phi đội từ Henderson và xung quanh đó cùng các khẩu pháo dã chiến của Hoa Kỳ từ trong đất liền đã nã đạn vào các tàu vận tải. Sau đó chiếc khu trục hạm Meade cũng đã tham gia tấn công các tàu vận tải. Hai tàu vận tải đã bị bắn cháy trong các cuộc tấn công khoảng 2.000-3.000 binh lính Nhật Bản đã đổ bộ thành công lên Guadalcanal nhưng các trang thiết bị và quân nhu cùng đạn dược của họ đã bị mất khi các chiếc tàu vận tải chở quân nhu bị đánh chìm trước đó khi đang trên đường đến Guadalcanal.
Phản ứng của Yamamoto với thất bại của Kondo trong việc vô hiệu hóa Henderson để đảm bảo an toàn cho đoàn tàu vận tải chở quân nhẹ hơn so với việc rút quân của Abe.

## Tầm quan trọng của trận chiến

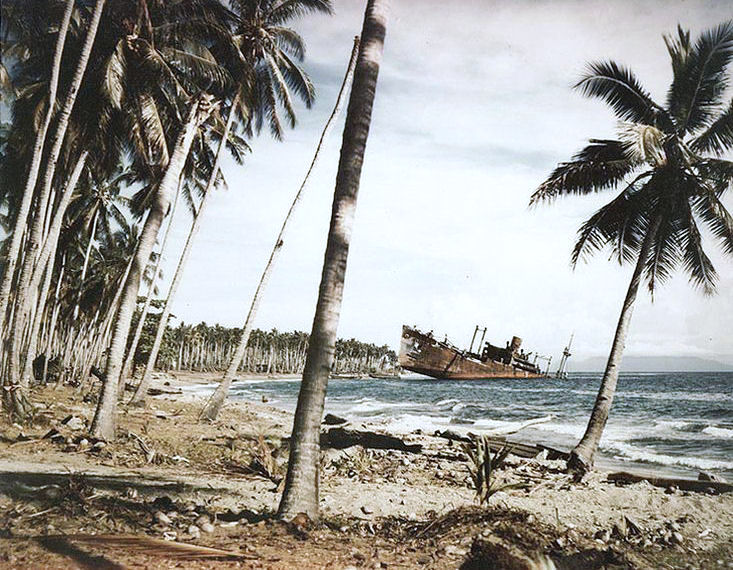
Xác của một trong bốn tàu vận tải Nhật Bản đã đổ bộ lên Guadalcanal.

Thất bại trong việc đổ quân một cách an toàn lên Guadalcanal đã khiến cho quân đội Nhật Bản không thể mở một cuộc tấn công chiếm lại Henderson. Sau đó hải quân Nhật Bản chỉ có thể cung cấp các nhu yếu phẩm chính yếu và một số quân nhu trên Guadalcanal. Vì sự đe dọa của lực lượng không quân nên Nhật Bản không thể chuyển số quân cùng số quân nhu còn lại đến Guadalcanal bằng tàu vận tải lớn được mà chỉ có thể tiếp tục sử dụng các tàu cao tốc để cung cấp quân nhu. Tuy nhiên các nhu yếu phẩm và quân nhu không đủ để có thể duy trì lực lượng trên Guadalcanal. Đến ngày 7 tháng 12 năm 1942 Nhật Bản bị mất 50 người mỗi ngày vì đói, bệnh tật và bị tấn công. Vào ngày 12 tháng 12, hải quân Nhật Bản đã đề nghị bỏ Guadalcanal mặc dù các chỉ huy của quân đội Nhật Bản vẫn hy vọng có thể chiếm lại được Guadalcanal từ tay quân Đồng Minh. Tổng hành dinh của Đế quốc Nhật Bản với sự chấp thuận của Thiên hoàng ngày 31 tháng 12 năm 1942 đã ra quyết định di tản tất cả lực lượng Nhật Bản trên các hòn đảo đến một tuyến phòng thủ mới cho quần đảo Solomon tại New Georgia.
Đây là trận hải chiến lớn cuối cùng của Nhật Bản trong việc cố gắng chiếm lại sân bay Henderson hay bao vây vùng biển xung quanh đó. Hải quân Hoa Kỳ đã thành công trong việc tái tiếp tế cho lực lượng của mình tại Guadalcanal kể cả việc đưa hai sư đoàn đến vào cuối tháng 12 năm 1942. Việc không thể vô hiệu hóa Henderson đã khiến cho mọi nỗ lực của Nhật Bản bị thất bại trong việc chống lại lực lượng Hoa Kỳ tấn công Guadalcanal. Việc chống trả cuối cùng của Nhật Bản là khi kết thúc chiến dịch Guadalcanal vào ngày 9 tháng 2 năm 1943 khi Nhật Bản di tản tất cả lực lượng ra khỏi tất cả các đảo trong chiến dịch Ke. Việc chiến thắng chiến dịch Guadalcanal đã giúp quân Đồng Minh củng cố các nơi khác tại khu vực và đã giúp kết thúc chiến tranh thế giới thứ hai khi Nhật Bản đầu hàng. Tổng thống Hoa Kỳ Franklin Roosevelt đã nhận xét sau khi xem kết quả của trận chiến: "Có vẻ như đã giành được bước ngoặt quyết định trong cuộc chiến".